# Prêmios LFP
A Liga de Fútbol Profesional estabeleceu, na temporada 2008-09, os Prêmios LFP, os primeiros prêmios oficiais na história da competição na Espanha.
A comissão técnica seleciona três jogadores em cada posição - goleiro, defensor, volante, meia e atacante, além do jogador revelação. Depois disso, os atuais gestores escolhem os vencedores entre esses finalistas. Os jogadores em atividade votam para os prêmios de Melhor Jogador e Melhor Dirigente, enquanto os torcedores votam para o prêmio Fair Play, através da Federação de Peñas.

## Vencedores
Temporada 2008–09
|                       | Vencedor                        | Finalistas                                                      |
| --------------------- | ------------------------------- | --------------------------------------------------------------- |
| Melhor Jogador        | Lionel Messi (Barcelona)        | -                                                               |
| Melhor Treinador      | Josep Guardiola (Barcelona)     | -                                                               |
| Melhor Goleiro        | Iker Casillas (Barcelona)       | Diego López (Villarreal) e Iker Casillas (Real Madrid)          |
| Melhor Defensor       | Daniel Alves (Barcelona)        | Gerard Piqué (Barcelona) e Raúl Albiol (Real Madrid)            |
| Melhor Volante        | Xavi (Barcelona)                | Lassana Diarra (Real Madrid) e Yaya Touré (Barcelona)           |
| Melhor Meia           | Andrés Iniesta (Barcelona)      | Santi Cazorla (Villarreal) e Juan Mata (Valencia)               |
| Melhor Atacante       | Lionel Messi (Barcelona)        | Diego Forlán (Atlético Madrid) e Gonzalo Higuaín (Real Madrid)  |
| Jogador Revelação     | Sergio Busquets (Barcelona)     | Apoño (Málaga) e Lassad Nouioui (Deportivo)                     |
| Prêmio BBVA Fair Play | Juan Carlos Valerón (Deportivo) | Joseba Etxeberria (Athletic Bilbao) e Marcos Senna (Villarreal) |

Temporada 2010–11
|                       | Vencedor                           | Finalistas                                                        |
| --------------------- | ---------------------------------- | ----------------------------------------------------------------- |
| Melhor Jogador        | Lionel Messi (Barcelona)           | -                                                                 |
| Melhor Treinador      | Josep Guardiola (Barcelona)        | -                                                                 |
| Melhor Goleiro        | Victor Valdés (Real Madrid)        | David de Gea (Atlético Madrid) e Víctor Valdés (Barcelona)        |
| Melhor Defensor       | Éric Abidal (Barcelona)            | Sergio Ramos (Real Madrid) e Marcelo (Real Madrid)                |
| Melhor Volante        | Xavi (Barcelona)                   | Xabi Alonso (Real Madrid) e Javi Martínez (Athletic Bilbao)       |
| Melhor Meia           | Andrés Iniesta (Barcelona)         | Mesut Özil (Real Madrid) e Borja Valero (Villarreal)              |
| Melhor Atacante       | Lionel Messi (Barcelona)           | Sergio Agüero (Atlético Madrid) e Cristiano Ronaldo (Real Madrid) |
| Jogador Revelação     | Iker Muniain (Athletic Bilbao)     | Antoine Griezmann (Real Sociedad) e Rubén Pérez (Deportivo)       |
| Prêmio BBVA Fair Play | Alberto Rivera (Sporting de Gijón) |                                                                   |

Temporada 2011–12
|                       | Vencedor                    | Finalistas                                                      |
| --------------------- | --------------------------- | --------------------------------------------------------------- |
| Melhor Jogador        | Lionel Messi (Barcelona)    | -                                                               |
| Melhor Treinador      | Josep Guardiola (Barcelona) | -                                                               |
| Melhor Goleiro        | Iker Casillas (Real Madrid) | Víctor Valdés (Barcelona) e Roberto Jiménez (Zaragoza)          |
| Melhor Defensor       | Sergio Ramos (Real Madrid)  | Javi Martínez (Athletic Bilbao) e Javier Mascherano (Barcelona) |
| Melhor Volante        | Xabi Alonso (Real Madrid)   | Sergio Busquets (Barcelona) e Beñat Etxebarria (Real Betis)     |
| Melhor Meia           | Andrés Iniesta (Barcelona)  | Mesut Özil (Real Madrid) e Santi Cazorla (Málaga)               |
| Melhor Atacante       | Lionel Messi (Barcelona)    | Karim Benzema (Real Madrid) e Cristiano Ronaldo (Real Madrid)   |
| Jogador Revelação     | Isco (Málaga)               | Beñat Etxebarria (Real Betis) e Isaac Cuenca (Barcelona)        |
| Prêmio BBVA Fair Play | Carles Puyol (Barcelona)    |                                                                 |

Temporada 2012–13
|                            | Vencedor                           | Finalistas                                                      |
| -------------------------- | ---------------------------------- | --------------------------------------------------------------- |
| Jogador Mais Valioso (MVP) | Cristiano Ronaldo (Real Madrid)    | -                                                               |
| Melhor Jogador             | Lionel Messi (Barcelona)           | -                                                               |
| Melhor Treinador           | Diego Simeone (Atlético Madrid)    | -                                                               |
| Melhor Goleiro             | Thibaut Courtois (Atlético Madrid) | Víctor Valdés (Barcelona) e Willy Caballero (Málaga C.F.)       |
| Melhor Defensor            | Sergio Ramos (Real Madrid)         | Iñigo Martínez (Real Sociedad) e Jordi Alba (Barcelona)         |
| Melhor Volante             | Asier Illarramendi (Real Sociedad) | Javi Fuego (Rayo Vallecano) e Beñat Etxebarria (Real Betis)     |
| Melhor Meia                | Andrés Iniesta (Barcelona)         | Isco (Málaga C.F.) e Jesús Navas (Sevilla F.C.)                 |
| Melhor Atacante            | Lionel Messi (Barcelona)           | Álvaro Negredo (Sevilla F.C.) e Cristiano Ronaldo (Real Madrid) |
| Jogador Revelação          | Asier Illarramendi (Real Sociedad) | Alberto Moreno (Sevilla F.C.) e Léo Baptistão (Rayo Vallecano)  |
| Prêmio BBVA Fair Play      | Iker Casillas (Real Madrid)        |                                                                 |
| Prêmio BBVA Fair Play      | Athletic Bilbao                    |                                                                 |

Temporada 2013–14
|                       | Vencedor                        | Finalistas                                                         |
| --------------------- | ------------------------------- | ------------------------------------------------------------------ |
| Melhor Jogador        | Cristiano Ronaldo (Real Madrid) | -                                                                  |
| Melhor Treinador      | Diego Simeone (Atlético Madrid) | Paco Jémez (Rayo Vallecano) e Ernesto Valverde (Athletic Bilbao)   |
| Melhor Goleiro        | Keylor Navas (Levante)          | Thibaut Courtois (Atlético Madrid) e Willy Caballero (Málaga C.F.) |
| Melhor Defensor       | Sergio Ramos (Real Madrid)      | Filipe Luís (Atlético Madrid) e Miranda (Atlético Madrid)          |
| Melhor Volante        | Luka Modrić (Real Madrid)       | Gabi (Atlético Madrid) e Sergio Busquets (Barcelona)               |
| Melhor Meia           | Andrés Iniesta (Barcelona)      | Ivan Rakitić (Sevilla) e Koke (Atlético Madrid)                    |
| Melhor Atacante       | Cristiano Ronaldo (Real Madrid) | Diego Costa (Atlético Madrid) e Carlos Vela (Real Sociedad)        |
| Jogador Revelação     | Rafinha (Celta)                 | Jesé Rodríguez (Real Madrid) e Saúl Ñíguez (Rayo Vallecano)        |
| Prêmio BBVA Fair Play | Ivan Rakitić (Sevilla)          |                                                                    |
| Prêmio BBVA Fair Play | Real Sociedad                   |                                                                    |

Temporada 2014–15
|                             | Vencedor                        | Finalistas                                                       |
| --------------------------- | ------------------------------- | ---------------------------------------------------------------- |
| Melhor Jogador              | Lionel Messi (Barcelona)        | -                                                                |
| Melhor Treinador            | Luis Enrique (Barcelona)        | Fran Escribá (Elche) e Unai Emery (Sevilla)                      |
| Melhor Goleiro              | Claudio Bravo (Barcelona)       | Diego Alves (Valencia) e Sergio Asenjo (Villarreal)              |
| Melhor Defensor             | Sergio Ramos (Real Madrid)      | Nicolás Otamendi (Valencia) e Gerard Piqué (Barcelona)           |
| Melhor Meia                 | James Rodríguez (Real Madrid)   | Antoine Griezmann (Atlético Madrid) e Andrés Iniesta (Barcelona) |
| Melhor Atacante             | Lionel Messi (Barcelona)        | Cristiano Ronaldo (Real Madrid) e Luis Suárez (Barcelona)        |
| Melhor Jogador das Américas | Neymar (Barcelona)              | James Rodríguez (Real Madrid) e Luis Suárez (Barcelona)          |
| Melhor Jogador da África    | Sofiane Feghouli (Valencia)     |                                                                  |
| Jogador Mais Popular        | Cristiano Ronaldo (Real Madrid) |                                                                  |

### Time da Temporada
| Temporada | Categorias                         | Categorias | Categorias | Categorias |
| Temporada | Goleiro                            | Defensores | Meio-campistas | Atacantes |
| --------- | ---------------------------------- | --- | --- | --- |
| 2013–14   | Thibaut Courtois (Atlético Madrid) | Juanfran (Atlético Madrid) Aymeric Laporte (Athletic Bilbao) Diego Godín (Atlético Madrid) Filipe Luís (Atlético Madrid)     | Ander Iturraspe (Athletic Bilbao) Gabi (Atlético Madrid) Koke (Atlético Madrid) Ivan Rakitić (Sevilla)                          | Diego Costa (Atlético Madrid) Cristiano Ronaldo (Real Madrid)                                                   |
| 2014–15   | Claudio Bravo (Barcelona)          | Dani Alves (Barcelona) Nicolás Otamendi (Valencia) Gerard Piqué (Barcelona) Jordi Alba (Barcelona)                           | Grzegorz Krychowiak (Sevilla) Ivan Rakitić (Barcelona) James Rodríguez (Real Madrid)                                            | Cristiano Ronaldo (Real Madrid) Lionel Messi (Barcelona) Antoine Griezmann (Atlético Madrid)                    |
| 2015–16   | Jan Oblak (Atlético Madrid)        | Sergio Ramos (Real Madrid) Diego Godín (Atlético Madrid) Gerard Piqué (Barcelona) Marcelo (Real Madrid)                      | Andrés Iniesta (Barcelona) Sergio Busquets (Barcelona) Luka Modrić (Real Madrid)                                                | Cristiano Ronaldo (Real Madrid) Lionel Messi (Barcelona) Luis Suárez (Barcelona)                                |
| 2021–22   | Thibaut Courtois (Real Madrid)     | Marcos Acuña (Sevilla) David Alaba (Real Madrid) Jules Koundé (Sevilla) Éder Militão (Real Madrid) Ronald Araújo (Barcelona) | Sergio Canales (Real Betis) Nabil Fekir (Real Betis) Luka Modrić (Real Madrid) Iker Muniain (Athletic Bilbao) Pedri (Barcelona) | Karim Benzema (Real Madrid) Raúl de Tomás (Espanyol) João Félix (Atlético Madrid) Vinícius Júnior (Real Madrid) |